# Raema Lisa Rumbewas
Raema Lisa Rumbewas (ur. 10 września 1980 w Jayapurze, zm. 14 stycznia 2024 tamże) – indonezyjska sztangistka, trzykrotna medalistka olimpijska.
Brała udział w trzech edycjach letnich igrzysk olimpijskich, za każdym razem zdobywała medale. Podczas XXVII Letnich Igrzysk Olimpijskich w Sydney w 2000 roku zajęła drugie miejsce w wadze do 48 kg, ulegając tylko reprezentantce Stanów Zjednoczonych Tarze Nott. Wynik ten powtórzyła cztery lata później, podczas XXVIII Letnich Igrzysk Olimpijskich w Atenach, plasując się za reprezentantką Tajlandii Udomporn Polsak. Następnie zajęła trzecie miejsce podczas XXIX Letnich Igrzysk Olimpijskich w Pekinie w 2008 roku. Wyprzedziły ją tylko Tajka Prapawadee Jaroenrattanatarakoon i Yoon Jin-hee z Korei Południowej. Pierwotnie zajęła czwarte miejsce, jednak w 2016 roku za stosowanie niedozwolonych środków dopingujących zdyskwalifikowano Nastassię Nowikawą z Białorusi (3. miejsce), a brązowy medal przyznano Indonezyjce. 
W międzyczasie zajęła drugie miejsce podczas mistrzostw świata w Santo Domingo w 2006 roku. Była medalistką zawodów o randze kontynentalnej, a także brązową medalistką igrzysk azjatyckich w 2002 roku.